# Grundbach (Simmerbach)
Der Grundbach ist Bach im Hunsrück im rheinland-pfälzischen Rhein-Hunsrück-Kreis, der nach fast 8 km langem Lauf in südlicher bis südöstlicher Richtung etwa gegenüber dem Dorf Steinbach von rechts in den Simmerbach mündet, von dem er einer der längsten Zuflüsse ist.

## Geographie

### Verlauf
Der Grundbach entspringt südlich von Lingerhahn auf ca. 479 m ü. NHN Höhe in einer Quellmulde. Kurz vor Bubach läuft von rechts und aus dem Norden der Ebschieder Bach hinzu, der kurz zuvor den Dudenrother Bach aufgenommen hat; dort wurde 1932/33 vom Bubacher Turnverein und der Gemeinde in Eigenarbeit ein Freibad angelegt, das bis 1945 Adolf-Hitler-Bad hieß, dann verfiel und ab 1961 als Forellenweiher verpachtet wurde. Es ist auf der Karte des Deutschen Reiches, Blatt Nr. 140 Simmern von 1940, mit Signatur B.A. eingetragen. Unterhalb Bubachs führt die 1844 aus Bruchsteinen gemauerte Bubacher Brücke über den Bach, kurz danach kommt von links aus dem Dorfbereich ein nur kleines Flößchen, auch Maisborner Bach genannt, hinzu, dessen Wasser aber bis in die 1960er Jahre zum Waschen der Futterrüben ausreichte. Nach einem bedeutenderen Zulauf wiederum von rechts, dem aus der Nähe des gleichnamigen Ortes kommenden Laubach, hat der Bach genügend Wasserführung für den Betrieb einer ersten Mühle. Die Bubacher Mühle, eine oberschlächtige, von Mühlengenossen betriebene Gesellschaftsmühle wurde 1874/75 erstmals ins Grundbuch eingetragen, 1937 neu gebaut und 1964 stillgelegt. Sie diente danach dem Jagdpächter als Unterkunft, bis sie 1974/75 zum Wochenendhaus umgebaut wurde. Unterhalb Riegenroths folgen dicht aufeinander vier Mühlen: die Uligs-Mühl (Ölmühle) oder auch Oberste Mühle, dann die Klumpe Mühl, Breidenbachs Mühle und die Sehnen-Mühle. Die Ölmühle wurde schon um die Wende zum 20. Jahrhundert herum aufgegeben. Die Sehnenmühle ist heute ein Bioland-Hof mit Hofladen. Kurz nach der Sehnen-Mühle mündet der Grundbach nach 7,7 km Laufs fast schon gegenüber von Steinbach auf ca. 378 m ü. NHN Höhe in den Simmerbach.
Der Grundbach wurde in weiten Teilen begradigt und ausgebaut. Zum Teil sind die alten Läufe und die Mühlengräben noch auf den Satellitenbildern zu erkennen. Am Bachunterlauf liegen einige Teiche.

### Zuflüsse
Hierarchische Liste der Zuflüsse, jeweils von der Quelle zur Mündung. Auswahl.
- Petersborner Bach, von links und Osten auf ca. 433 m ü. NHN nördlich von Bubach, 0,4 km und 0,3 km²
- Ebschieder Bach, von rechts und zuletzt Norden auf ca. 426 m ü. NHN kurz vor Bubach, 3,5 km und 7,7 km²
  - Dudenrother Bach, von links und Nordwesten auf ca. 431 m ü. NHN, 2,4 km und 3,9 km²
- Flößchen oder Maisborner Bach, von links und Nordosten auf ca. 421 m ü. NHN westlich des Bubacher Friedhofs, ca. 0,6 km und ca. 0,6 km². Meist offener Lauf ab dem oberen Ortsbereich von Bubach
- Laubach, von rechts und Südwesten auf ca. 418 m ü. NHN unterhalb von Bubach, 2,2 km und 2,8 km²
- Mittelwiesgraben, von LR auf ca. 409 m ü. NHN an der Wochenendhäuserkolonie unterhalb von Bubach, 0,7 km und 0,4 km²
- Höllenbach, von links und Nordosten auf ca. 403 m ü. NHN an der Klumpenmühle von Riegenroth, 3,2 km und 2,9 km²